# SN Álvaro Alberto (SN-10)
O SN Álvaro Alberto é um projeto de submarino nuclear de ataque, desenvolvido pela Marinha do Brasil e que se encontra em fase de construção, sob responsabilidade da Itaguaí Construções Navais (ICN). Faz parte do Programa de Desenvolvimento de Submarinos, inserido na parceria estratégica firmada entre a França e o Brasil em 2009, que também incluiu a transferência total de tecnologia e o apoio à construção de quatro submarinos convencionais da Classe Riachuelo, derivados da Classe Scorpène.
O nome do submarino é uma homenagem ao vice-almirante e cientista da Marinha, Álvaro Alberto da Mota e Silva, responsável pela implantação do Programa Nuclear Brasileiro. Mota e Silva também foi presidente do Comitê de Energia Atômica das Nações Unidas entre 1946 e 1947 e presidente da Academia Brasileira de Ciências por dois mandatos, de 1935 a 1937 e de 1949 a 1951. O Brasil é o sétimo país do mundo a desenvolver a tecnologia necessária para a construção de submarinos nucleares.

## História
O projeto do submarino nuclear da Marinha data da década de 1970, mais precisamente entre 1976 e 1978. Foi decidido que o país deveria obter os três processos vitais para a energia atômica. O primeiro ponto foi o domínio do ciclo do combustível nuclear, conhecido internamente como o "projeto Ciclone." Em segundo lugar, o desenvolvimento de um reator nuclear para uso nos submarinos, o "projeto Remo." Como terceiro ponto, o desenvolvimento do conhecimento para projetar e construir um casco para acomodar o reator em desenvolvimento, o "projeto Costado."

### Domínio do ciclo de combustível

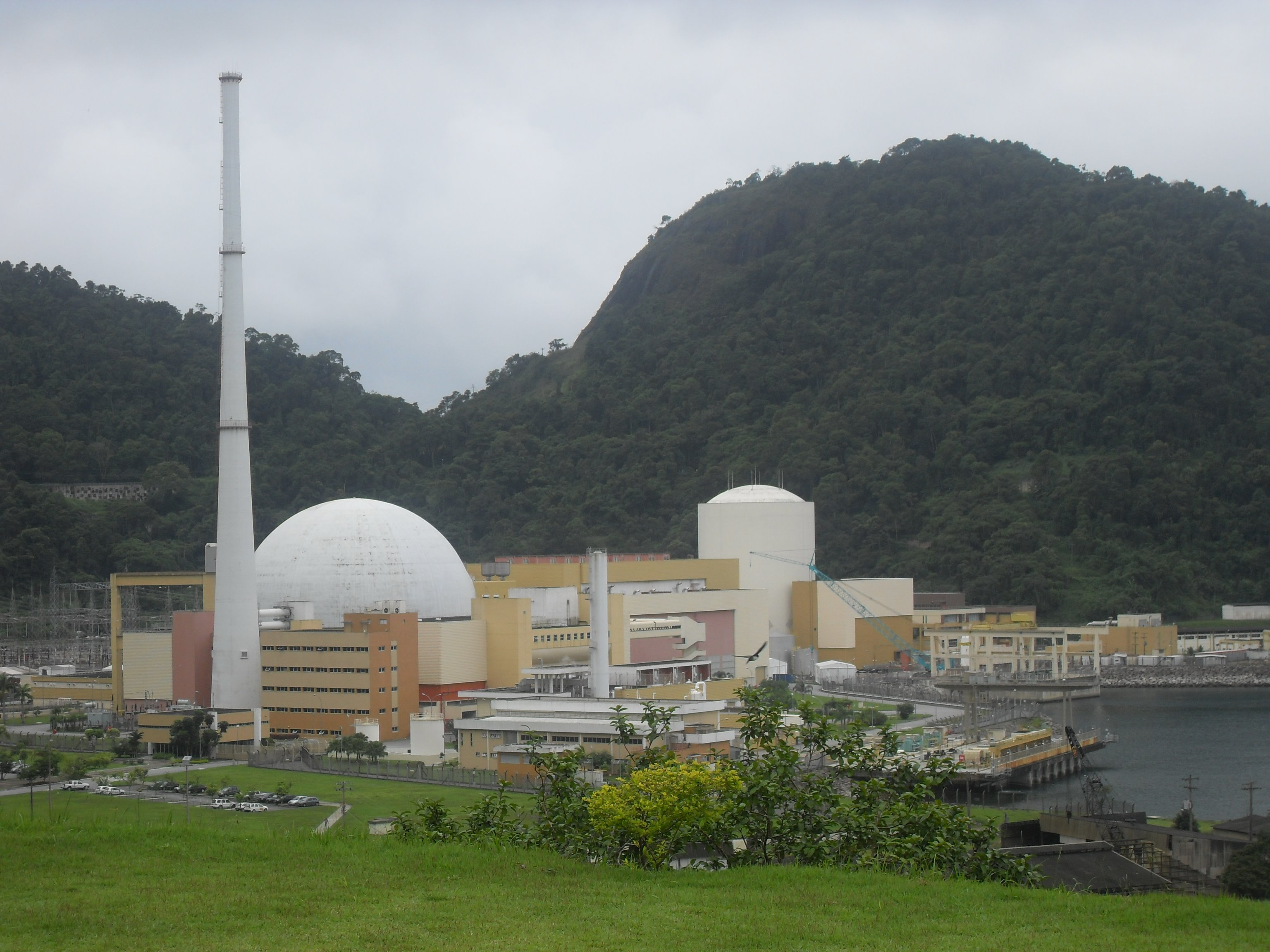
Central Nuclear Almirante Álvaro Alberto, no estado do Rio de Janeiro

O início do projeto para o domínio do ciclo do combustível e reator nuclear ocorreu em 1979, quando a Marinha ingressou no IPEN-SP (Instituto de Pesquisas Energéticas e Nucleares de São Paulo), onde passou a atuar num dos mais ambiciosos programas no país até ao momento. Em 1982, a Marinha conquistou a sua primeira grande vitória ao adotar a técnica de ultracentrifugação para enriquecimento e conhecer a tecnologia do hexafluoreto de urânio, em Poços de Caldas, Minas Gerais. No mesmo ano, os pesquisadores do projeto realizaram o enriquecimento isotópico de urânio com centrífugas totalmente construídas no Brasil.
Para apoiar as atividades experimentais do programa de pesquisa e desenvolvimento do ciclo do combustível e reatores nucleares, foi construído no estado de São Paulo o Centro Experimental Aramar (CEA), que abriga instalações de testes e laboratórios de validação experimental. Também é responsável pelo enriquecimento de urânio em pequena escala industrial, mas suficiente para abastecer reatores nucleares de pesquisa existentes no país. Num período de aproximadamente vinte anos o país adquiriu o ciclo do combustível nuclear e pôde iniciar a construção do reator nuclear naval.

### Reator nuclear naval

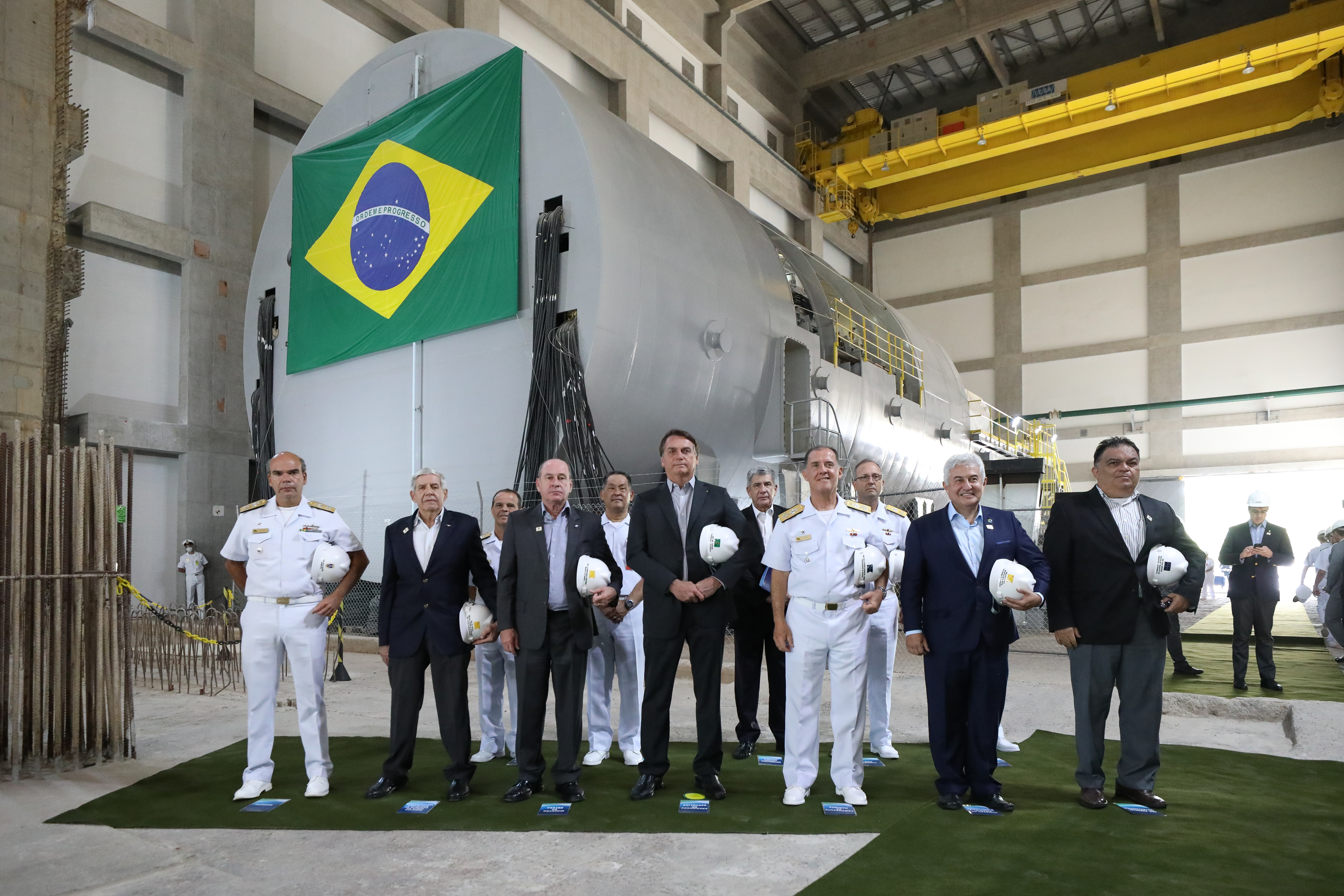
Presidente Jair Bolsonaro em visita ao protótipo do reator (2020)

Em 2014, após muitos anos e uma série de problemas, atrasos no financiamento federal e congelamentos de programas, o primeiro reator naval de testes nucleares foi construído em terra, no Centro Experimental de Aramar, com o objetivo de viabilizar os processos tecnológicos, industriais e operacionais da energia nuclear em instalações aplicáveis à propulsão de embarcações.

### Casco de submarino

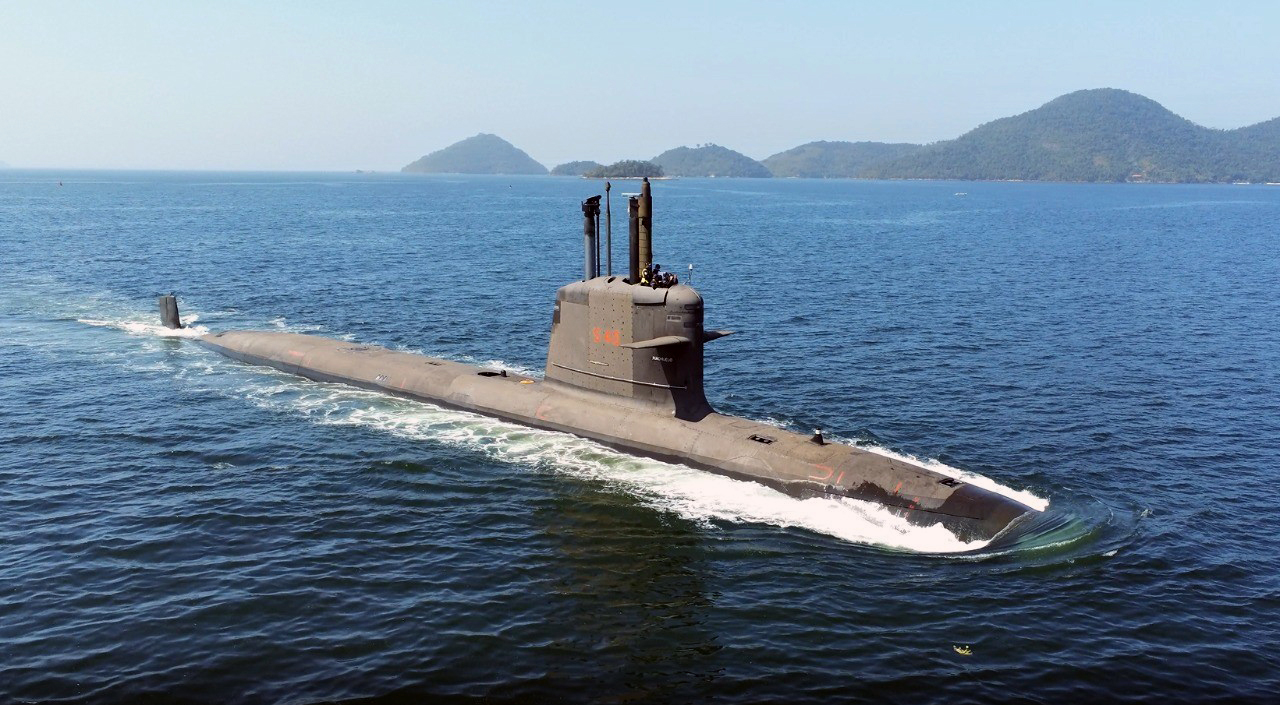
O Riachuelo

No início do projeto, em 1979, a Marinha desconhecia os processos de construção de casco de um submarino. Primeiro foi necessário adquirir novos e modernos submarinos que pudessem ser feitos no Brasil. Os primeiros submarinos eram da classe Tipo 209 de origem alemã (que seria no Brasil a Classe Tupi). Em 1982, o país assinou contratos para a construção de cinco novos submarinos da Marinha, quatro deles em território brasileiro, no Arsenal de Marinha do Rio de Janeiro. O país também investiu na modernização das suas instalações e na capacitação da indústria nacional, bem como na qualificação humana.
Em 2009, o Brasil comprou à França quatro submarinos ampliados da classe Scorpène com propulsão convencional por um valor de US$ 10 bilhões, com um acordo total de transferência de tecnologia, dando ao país o conhecimento para o projeto e construção de modernos cascos. A primeira embarcação brasileira da classe, o S Riachuelo, foi lançado no dia 14 de dezembro de 2018.
A base de Itaguaí, no Rio de Janeiro é o ponto de desenvolvimento e fabricação de submarinos. De 2010 a 2012, um grupo de trinta e um engenheiros, vinte e cinco oficiais e seis funcionários civis recebeu treino e instrução teórica pela DCNS, em Cherbourg. Em 2018, mais de quatrocentos engenheiros brasileiros trabalharam na equipe do projeto do submarino nuclear, originalmente formado pelo grupo que recebeu treinamento na França.
A primeira etapa do projeto do Álvaro Alberto, denominada de "Fase A" (Conceção e Estudos de Exequibilidade), foi iniciada em julho de 2012 e foi encerrada com sucesso em julho de 2013. A segunda, "Fase B", correspondente ao Projeto Preliminar, teve início em agosto de 2013 e foi encerrada em janeiro de 2017, também com sucesso. A conclusão desta permitiu a elaboração dos contratos de aquisição do Pacote de Materiais e da Construção do SN-BR. Assim, fazendo com que seja possível prever o custo global para a obtenção do submarino, criou as condições necessárias o desenvolvimento da "Fase C", Projeto de Detalhamento, a última fase antes do início da construção.

## Racional estratégico
O programa de modernização da Marinha do Brasil prevê o desenvolvimento e construção de seis submarinos SSN. Na doutrina brasileira, a razão de ser da estratégia de defesa nacional é o desenvolvimento da capacidade de dissuasão estratégica contra "qualquer força hostil" ao território nacional terrestre ou marítimo. O país entende que, com a sua futura frota nuclear, pelo menos algumas das suas armas serão capazes de sobreviver ao primeiro ataque (nuclear ou não nuclear) de um inimigo e evitar novas tentativas de agressão. Outra justificativa é defender os recursos naturais da chamada Amazônia Azul, a zona econômica exclusiva e plataforma continental do país.

## Política nuclear brasileira
O país tem uma política de não armas nucleares desde a década de 1990. No entanto, especialistas do Laboratório Nacional de Los Alamos concluíram que o Brasil desenvolveu capacidade tecnológica para colocar em campo armas nucleares, caso essa política mude, usando centrífugas como a Fábrica de Combustível Nuclear de Resende para produzir urânio altamente enriquecido para esse tipo de armamento. Em vez disso, o país optou por trabalhar no desenvolvimento de uma frota de submarinos nucleares.

## Características
O Álvaro Alberto tem muitas semelhanças com o seu antecessor convencional da classe Scorpène. O primeiro submarino nuclear brasileiro terá uma boca de 9,8 m (32 ft) para acomodar o reator nuclear de água pressurizada (PWR). Tem ainda 100 m (330 ft) de comprimento e um deslocamento de 6 000 toneladas, que serão impulsionados por um sistema de propulsão totalmente elétrico com uma potência de 48 MW (64 000 hp).
As vantagens de um SSN em relação a um SSK com propulsão convencional são maior velocidade e autonomia muito mais longa, podendo ficar meses sem necessidade de reabastecimento, evitando emergir periodicamente para a superfície, não comprometendo sua furtividade.
As suas funções incluem plataformas de coleta de inteligência, inserção e extração de equipes de forças especiais, além das funções SSN tradicionais de caça e ataque. O papel mais proeminente dos SSN é a capacidade de lançar mísseis de cruzeiro, dando uma sobreposição significativa entre submarinos de mísseis de cruzeiro (SSGN) e submarinos de ataque tradicionais.

## Programa de construção
| Nome           | No.  | Construtor           | Batimento | Lançamento | Comissionamento | Custo           | Estado        |
| -------------- | ---- | -------------------- | --------- | ---------- | --------------- | --------------- | ------------- |
| Álvaro Alberto | SN10 | ICN, Ilha da Madeira | 2018      | 2029       | 2032 a 2034     | US$ 7,4 bilhões | Em construção |